# CB Bilbao Berri
CB Bilbao Berri (również Bilbao Basket) – hiszpański profesjonalny klub koszykarski z siedzibą w Bilbao w Kraju Basków, założony 7 marca 2000 na bazie CB Caja Bilbao (1983–1994). Na przestrzeni lat - ze względów sponsorskich - drużyna występowała pod kilkoma nazwami. Od sezonu 2004/05 gra w lidze ACB, a od sezonu 2010/11 domowe spotkania rozgrywa w Bilbao Arenie.

## Historia

### Nazwy sponsorskie
- Lagun Aro Bilbao Basket: 2004–2007
- iurbentia Bilbao Basket: 2007–2009
- Bizkaia Bilbao Basket: 2009–2011
- Gescrap Bizkaia Bilbao Basket: 2011–2012
- Uxúe Bilbao Basket: 2012–2013
- Dominion Bilbao Basket: 2015–2016
- RETAbet Bilbao Basket: 2016–2021
- Surne Bilbao Basket: od 2021

### Hale
- Pabellón La Casilla (2000–2009)
- Bizkaia Arena (2009–2010 i okazjonalnie w 2007 r. i w 2008 r.)
- Bilbao Arena (od 2010)

### Trenerzy
- Txutxo Sanz: 2000–2001
- Pedro Zorrozua: 2001
- Txus Vidorreta: 2001–2010
- Rafa Pueyo: 2010, 2013–2014
- Fotis Katsikaris: 2010–2013
- Sito Alonso: 2014–2016
- Carles Duran: 2016–2017
- Veljko Mršić: 2017–2018
- Jaka Lakovič: 2018
- Álex Mumbrú: 2018–2022
- Jaume Ponsarnau: od 2022

### Zastrzeżone numery
- 14 Javi Salgado (2001–2010 i 2016–2019)
- 15 Álex Mumbrú (2009–2018)

## Sezon po sezonie
| Sezon   | Poziom | Liga     | Poz. | Play-off        | SR    | PO  | Puchar Hiszpanii | Inne puchary   | Inne puchary | Rozgrywki europejskie | Rozgrywki europejskie | Rozgrywki europejskie |
| ------- | ------ | -------- | ---- | --------------- | ----- | --- | ---------------- | -------------- | ------------ | --------------------- | --------------------- | --------------------- |
| 2000–01 | 3      | LEB 2    | 13   | O utrzymanie    | 10–20 | 3–0 | –                | –              | –            | –                     | –                     | –                     |
| 2001–02 | 3      | LEB 2    | 1    | Awans           | 23–7  | 8–1 | –                | Puchar LEB 2   | M            | –                     | –                     | –                     |
| 2002–03 | 2      | LEB      | 6    | Ćwierćfinał     | 19–11 | 2–3 | –                | Puchar Księcia | W            | –                     | –                     | –                     |
| 2003–04 | 2      | LEB      | 1    | Awans           | 22–12 | 7–2 | –                | Puchar Księcia | PF           | –                     | –                     | –                     |
| 2004–05 | 1      | Liga ACB | 14   | –               | 12–22 | –   | –                | –              | –            | –                     | –                     | –                     |
| 2005–06 | 1      | Liga ACB | 15   | –               | 13–21 | –   | –                | –              | –            | –                     | –                     | –                     |
| 2006–07 | 1      | Liga ACB | 10   | –               | 15–19 | –   | –                | –              | –            | –                     | –                     | –                     |
| 2007–08 | 1      | Liga ACB | 7    | Ćwierćfinał     | 21–13 | 0–2 | Półfinał         | Superpuchar    | W            | –                     | –                     | –                     |
| 2008–09 | 1      | Liga ACB | 8    | Ćwierćfinał     | 15–17 | 0–2 | –                | –              | –            | 2 Eurocup             | PF                    | 11–3                  |
| 2009–10 | 1      | Liga ACB | 9    | –               | 16–18 | –   | Ćwierćfinał      | –              | –            | 2 Eurocup             | 3                     | 13–5                  |
| 2010–11 | 1      | Liga ACB | 2    | Wicemistrzostwo | 21–13 | 5–4 | Ćwierćfinał      | –              | –            | –                     | –                     | –                     |
| 2011–12 | 1      | Liga ACB | 6    | Ćwierćfinał     | 19–15 | 0–2 |                  | Superpuchar    | PF           | 1 Euroliga            | CF                    | 10–10                 |
| 2012–13 | 1      | Liga ACB | 7    | Ćwierćfinał     | 19–15 | 1–2 | Ćwierćfinał      | –              | –            | 2 Eurocup             | W                     | 13–4                  |
| 2013–14 | 1      | Liga ACB | 14   | –               | 12–22 | –   | –                | Superpuchar    | PF           | 2 Eurocup             | L32                   | 8–8                   |
| 2014–15 | 1      | Liga ACB | 5    | Ćwierćfinał     | 20–16 | 1–2 | Ćwierćfinał      | –              | –            | –                     | –                     | –                     |
| 2015–16 | 1      | Liga ACB | 10   | –               | 16–18 | –   | Półfinał         | –              | –            | 2 Eurocup             | L32                   | 11–5                  |
| 2016–17 | 1      | Liga ACB |      |                 |       |     |                  | –              | –            | 2 Eurocup             |                       |                       |

## Osiągnięcia

### Drużynowe
- Liga ACB:
  - Wicemistrzostwo: 2011
- Superpuchar Hiszpanii:
  - Wicemistrzostwo: 2007
- Eurocup:
  - Wicemistrzostwo: 2013
- Liga LEB Oro (II liga):
  - Mistrzostwo: 2004
- Puchar Księcia Asturii:
  - Wicemistrzostwo: 2002
- Liga LEB Plata:
  - Mistrzostwo: 2002
- Puchar ligi LEB Plata:
  - Mistrzostwo 2002
- Puchar Euskal Kopa:
  - Mistrzostwo: 2012

### Indywidualne
I skład ACB
- Marcelinho Huertas – 2008
- Marko Todorović – 2015
- Alex Mumbrú – 2016

Eurocup MVP
- Marko Banić – 2010

I skład Eurocup
- Marko Banić – 2009, 2010
- Konstandinos Wasiliadis – 2013

II skład Eurocup
- Lamont Hamilton – 2013

Trener Roku Eurocup
- Fotios Katsikaris - 2013